# Thilafushi
Cette page contient des caractères et des mots thâna comme ހ ou ފ. En cas de problème, consultez l’article Thâna ou testez votre navigateur.
Thilafushi (en maldivien : ތިލަފުށި) est une île en grande partie artificielle des Maldives située à 6,85 km à l'ouest de Malé, la capitale du pays, entre les îlots de Giraavaru et Gulhifalhu. Elle est célèbre pour être la décharge des Maldives et est ainsi souvent surnommée « l'île poubelle ».

## Description
Située au sud-ouest de l'atoll Malé Nord, l'île mesure à l'origine environ 7 kilomètres de long sur 200 mètres de large. Elle est prolongée à l'ouest par un lagon entouré d'un large récif immergé. Comme toutes les îles des Maldives, c'est une île sableuse parfaitement plate ; cependant les activités humaines ont profondément changé sa morphologie et sa composition, et c'est aujourd'hui une île en croissance continue et rapide, et pourrait désormais constituer le point culminant du pays.
Le pont Thilamalé en construction reliera l'île à Malé via Gulhifalhu et Villingili.

## Historique
En 1992, le gouvernement ne sachant plus comment gérer une quantité toujours grandissante d'ordures dues à l'essor du tourisme dans le pays, avait décidé de faire acheminer à Thilafushi les déchets des îles voisines. Au départ, des fosses (« cells ») d'un volume total de 1 060 m3 avaient été créées pour recevoir les ordures, destinées à être ensuite enfouies. Cependant ces fosses furent saturées beaucoup plus rapidement que prévu, et en l'absence de solution de rechange le déversement des ordures se fait depuis à même le sol ou l'eau.
Depuis, l'île-poubelle de 0,43 km2 emmagasine 330 tonnes de déchets par jour, dont environ 200 tonnes d'ordures ménagères, et 100 tonnes de déchets industriels.
Chaque touriste visitant l'archipel - un million annuellement - produit 7,2 kg d'ordures par jour, contre 2,8 kg pour un Maldivien) ; par conséquent l'île croît de 1 m2 par jour.
La conséquence de cette activité de stockage des déchets sans tri ni traitement est un niveau de pollution extraordinaire, autant du sol que de l'eau et surtout de l'air, une partie des déchets étant constamment en feu, libérant un épais panache de fumée au-dessus de l'île, qui atteint parfois la proche capitale Malé. Huiles, mercure, amiante et plomb seraient ainsi déversés dans l'écosystème en grande quantité sans le moindre contrôle.
La croissance exponentielle de l'île a fini par intéresser certains promoteurs : le gouvernement l'ouvre donc au lotissement dès novembre 1997, et 57 entreprises y installent des activités, notamment un chantier naval et des entrepôts. Aujourd'hui, l'île compte plus de 260 entreprises. L'île est ainsi devenue le siège de certaines industries polluantes, comme le traitement du méthane ou du ciment. Les ouvriers (souvent originaires du Bangladesh) qui y vivent travaillent 12 heures par jour dans un environnement saturé d'émanations toxiques pour un salaire mensuel de 255 euros, ce qui est très faible même pour le pays.
En 2004, le tsunami avait ravagé l'île et projeté la majorité des ordures et des produits toxiques dans la mer, polluant plus d'une centaine d'autres îles et mettant l'accent sur le risque national que représente Thilafushi. Les Croix-Rouges australienne et canadienne avaient réuni près de 10 millions de dollars pour financer un système de gestion des déchets écologique et durable, mais l'absence d'initiative du gouvernement avait finalement fait échouer le projet.
Le gouvernement maldivien a souvent été alerté sur le problème écologique mais aussi sanitaire, économique et touristique que représente l'île, mais n'a encore jamais pris la moindre mesure réelle pour changer la situation.
En 2008, la Banque mondiale avait fait un prêt de 14 millions de dollars pour lancer un Maldives Environmental Management Project, mais rien ne changea pour autant à Thilafushi (cependant un incinérateur fut créé sur l'île de Vandhoo, dans l'atoll de Thaa).
En 2011, le déchargement des déchets avait été temporairement interdit sur Thilafushi en raison de sa saturation et de la dérive en mer d'une grande quantité de déchets, mais en l'absence de solution de rechange le déchargement avait rapidement repris de plus belle. Un contrat avait également été signé avec l’entreprise indienne Tatva Global Renewable Energy pour faire de l'île un centre de gestion des déchets moderne, mais ce projet fut mis à l'arrêt dès l'année suivante sans que des justifications soient données, et définitivement annulé en 2014.
Le seul projet encore d'actualité est l'ouverture d'une nouvelle prison sur l'île pour novembre 2014.

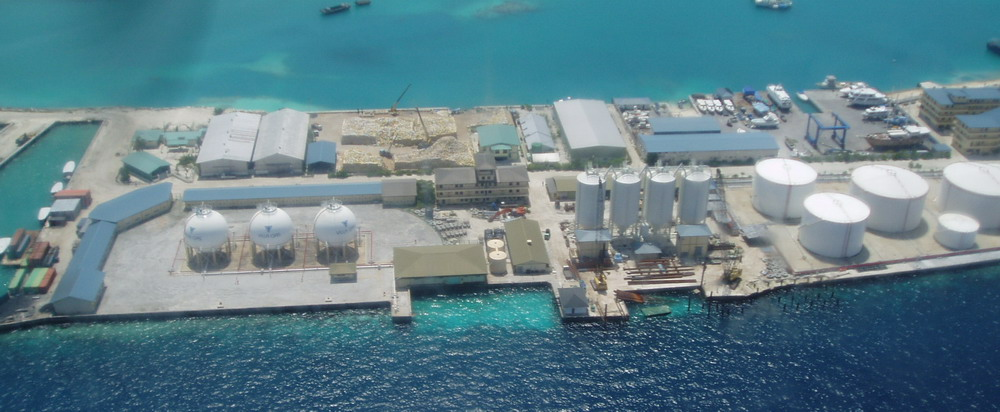
Vue aérienne des réservoirs pétroliers de Thilafushi, construits sur des piles de déchets compactées au bulldozer.

## Dans les médias
L'accès à Thilafushi est extrêmement difficile pour les étrangers et les touristes ; cependant l'île a fait l'objet de plusieurs documentaires, notamment pour Arte, France 5, Europe 1 et la British Broadcasting Corporation (BBC), ainsi que dans l'émission d'Alison Teal.
Certains sites et réseaux de plongeurs invitent également leurs sympathisants à éviter au maximum de produire des déchets lors de leurs séjours dans le pays.

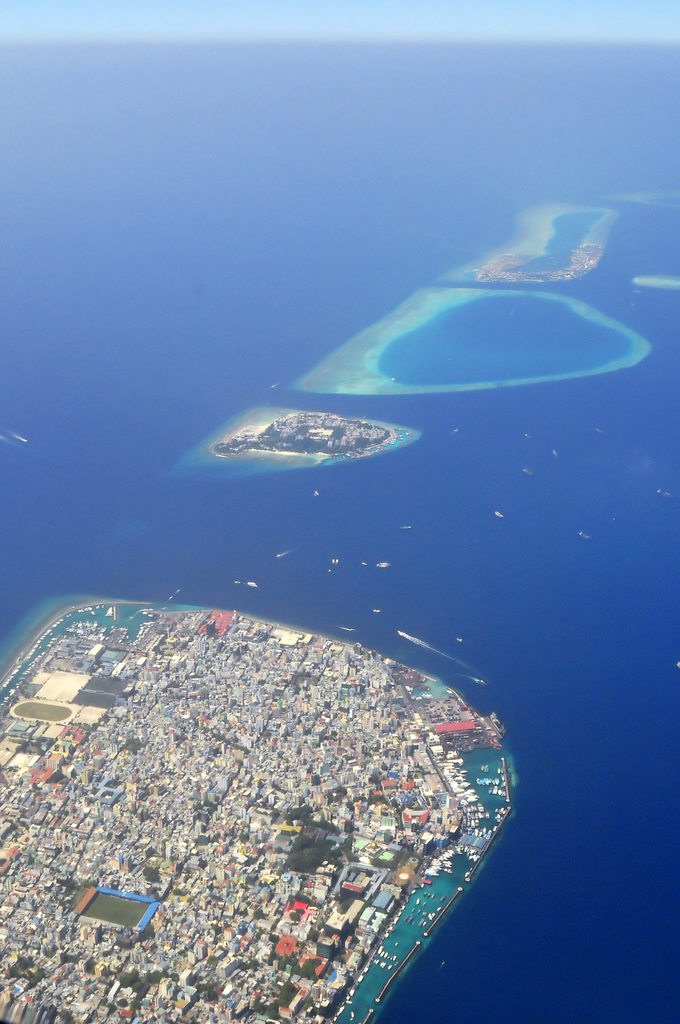
L'île-capitale Malé au premier plan, avec au fond l'île-poubelle Thilafushi.
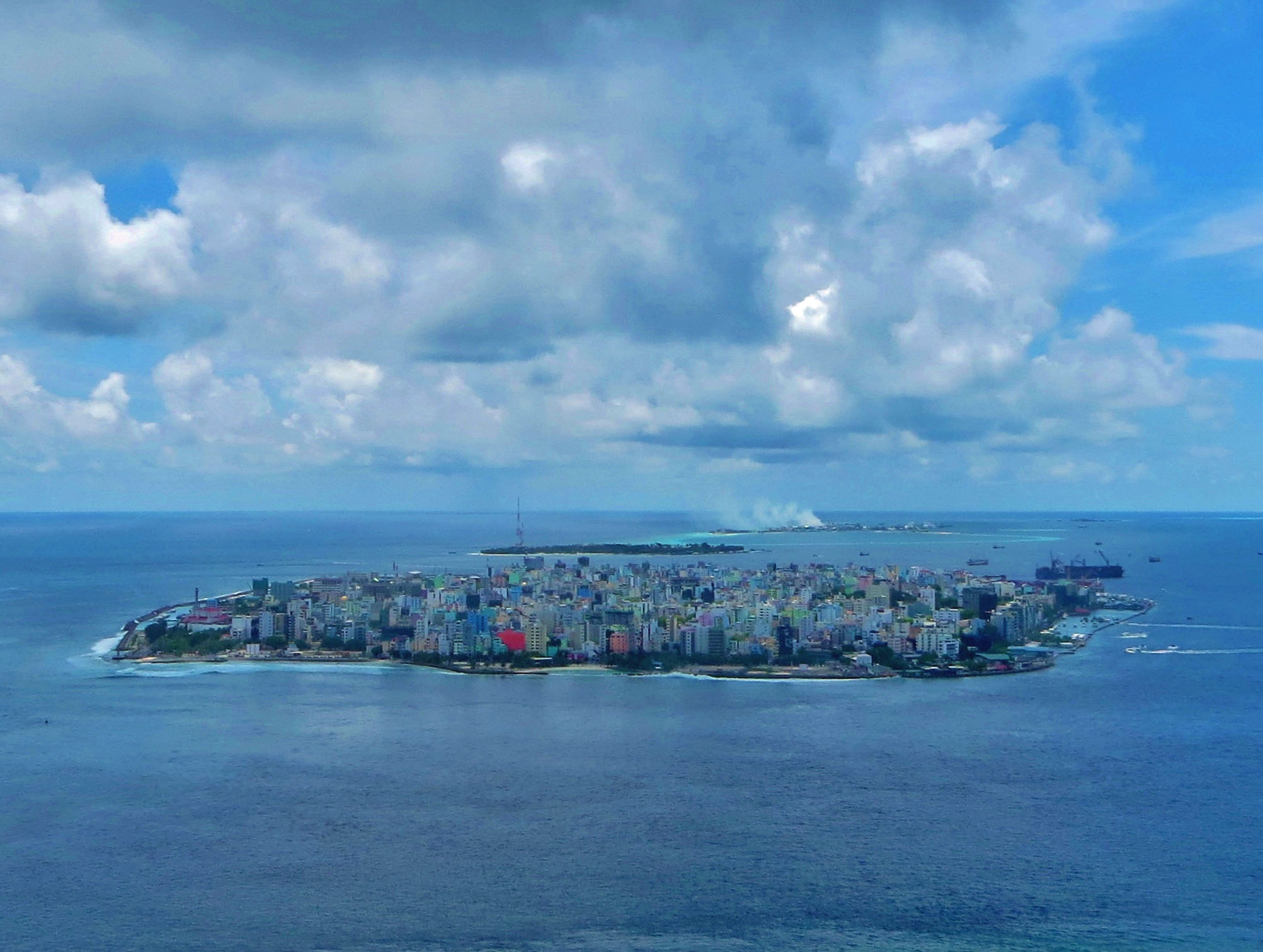
Même vue, de plus près. On voit bien le panache de fumée qui se dégage en permanence de Thilafushi.